# 佩奇·豪席尔德
佩奇·豪席尔德（英語：Paige Hauschild，1999年8月17日—），美国女子水球运动员，2017年世界游泳锦标赛女子金牌得主、2019年世界游泳锦标赛女子金牌得主、2020年夏季奥林匹克运动会女子金牌得主。